# Omer Létourneau

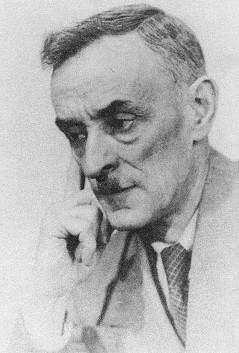
Omer Létourneau

Joseph Hercule Omer Létourneau (* 13. März 1891 in Québec; † 14. August 1983 ebenda) war ein kanadischer Organist und Pianist, Komponist, Musikverleger sowie Musikpädagoge.

## Leben und Wirken
Létourneau hatte ab 1904 Orgel- und Klavierunterricht bei Joseph-Arthur Bernier und wurde 1907 Organist an der Kapelle Notre-Dame-de-Lourdes. Er studierte bis 1912 an der Académie de musique du Québec und ging 1913 mit einem Prix d’Europe nach Paris, wo er Orgelschüler von Louis Vierne und Kompositionsschüler von Félix Fourdrain war.
Der Ausbruch des Ersten Weltkrieges zwang ihn zur Rückkehr nach Kanada. Er wurde Organist an der Kirche St-Sauveur in Quebec und gründete Anfang 1919 das Journal La Musique. Im Oktober desselben Jahres setzte er seinen Studienaufenthalt in Europa fort. Er war an der Schola Cantorum in Paris Orgelschüler von Abel Decaux, besuchte Kurse in gregorianischem Gesang bei Amédée Gastoué und in Chorleitung bei Marc de Ranse.
1920 kehrte er nach Quebec zurück, wo er seine Tätigkeit als Organist und Herausgeber wieder aufnahm und außerdem als Pianist mit Arthur Leblanc, Paul Dufault, Théodore Botrel und seinem späteren Schwiegersohn, dem Violinisten Edwin Bélanger, auftrat. 
Von 1925 bis 1934 unterrichtete Létourneau an der Universität Laval und gab Kurse an der Académie commerciale de Québec und den Ursulinenkonventen von Trois-Rivières und Rimouski. Von 1935 bis 1938 war er Präsident der Académie de musique du Québec. Zu seinen Schülern zählten François Brassard und Rolland-Georges Gingras.
1934 übernahm er den Verlag Gauvin & Courchesne, der unter dem Namen Procure générale de musique der führende Musikverlag Quebecs wurde. Hier erschienen zahlreiche Werke der Komponisten Joseph-Arthur Bernier, François Brassard, Léon Destroismaisons und Joseph Vézina.
Létourneau komponierte drei Operetten, sieben Messen, eine Kantate, Lieder, Hymnen und Volksliedbearbeitungen sowie Werke für Violine, Klavier und Orgel. Außerdem publizierte er mehrere musiktheoretische Schriften.
Létourneaus Schwägerin Clotilde Coulombe (* 4. April 1892; † 13. Mai 1985) war Pianistin. Die Schülerin von Alfred Cortot und Alfredo Casella in Paris brach ihre musikalische Karriere als Konzertpianistin aber ein Jahr nach ihrer Rückkehr nach Kanada ab und trat in einen religiösen Orden ein. 
Auch seine Söhne wurden als Musiker bekannt: Paul Létourneau als Cellist, Jean Létourneau als Sänger und Hornist und Claude Létourneau als Violinist. Seine Tochter Madeleine, eine Pianistin, heiratete 1937 den Violinisten Edwin Bélanger. Aus ihrer Ehe gingen u. a. der Violinist und Komponist Marc Bélanger und der Sänger Guy Bélanger hervor.

## Werke
- Vive la canadienne, Operette, 1924
- Coup d’soleil, Operette, 1930
- Mam’zelle Bébé, Operette, 1933
- Dieu te garde, mon Canada, Kantate, 1934

## Schriften
- École de dictée musicale (2 Bände)
- Théorie de la musique
- Questionnaire de la théorie musicale